# Lac Carnegie (Australie)
Pour les articles homonymes, voir Lac Carnegie (New Jersey) et Carnegie.
Le lac Carnegie (en anglais : Lake Carnegie) est un lac intermittent de l'Australie-Occidentale. Il ne se remplit qu'en périodes de fortes pluies et dans les périodes sèches se transforme en marais.